# Harald Berglin

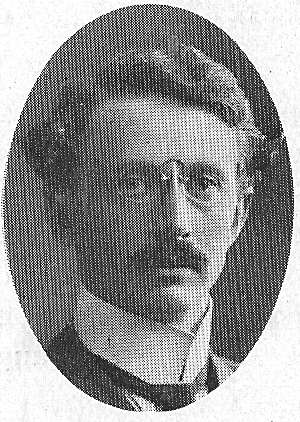
Harald Berglin

Harald Thorsten Berglin, född 18 september 1877 i Kävlinge, död 28 februari 1925 i Malmö, var en svensk arkitekt.

## Biografi

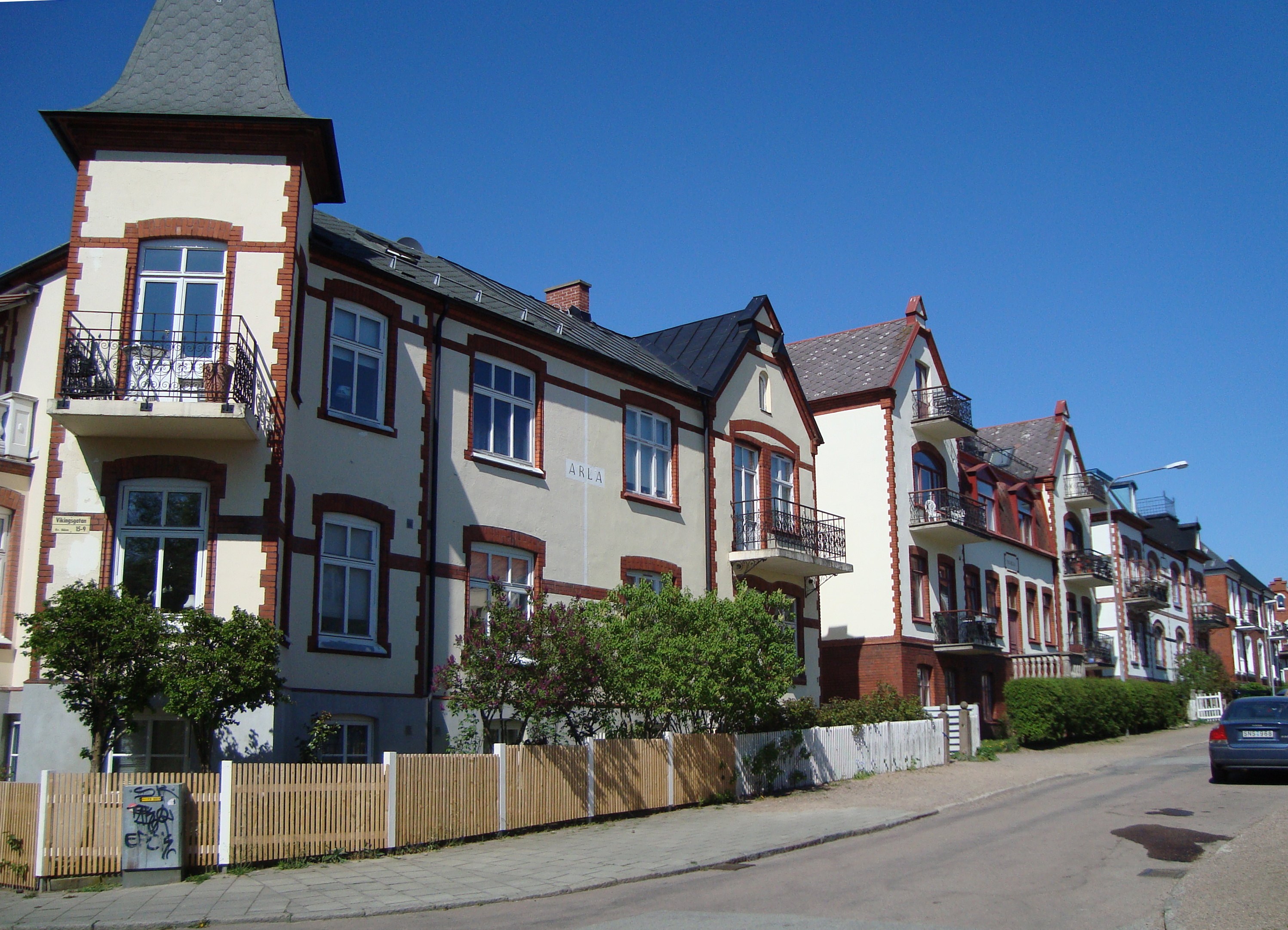
Parhus i kvarteret Höken i Helsingborg (1903-04)

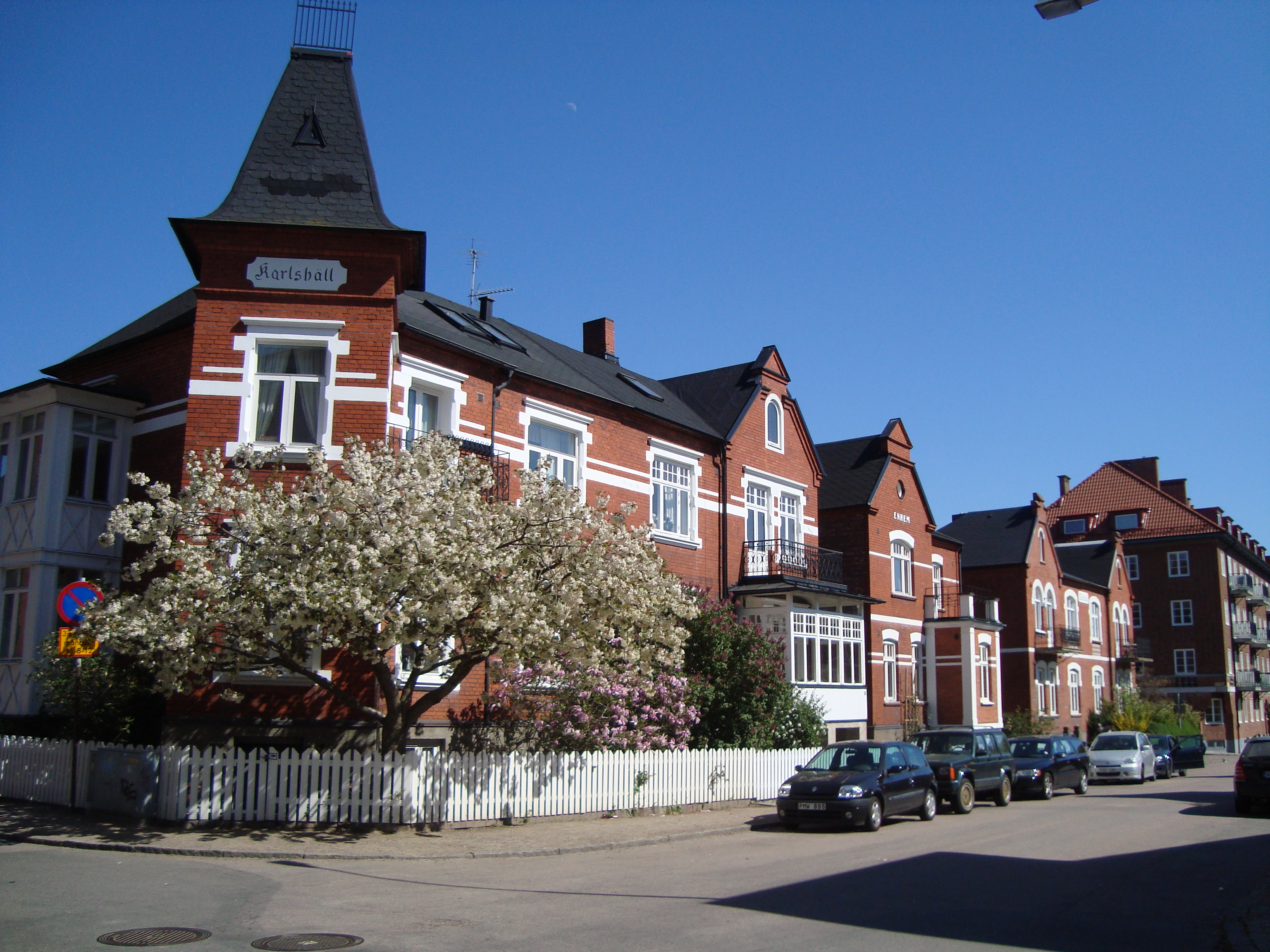
Parhus i kvarteret Pelikanen i Helsingborg (1903-04)

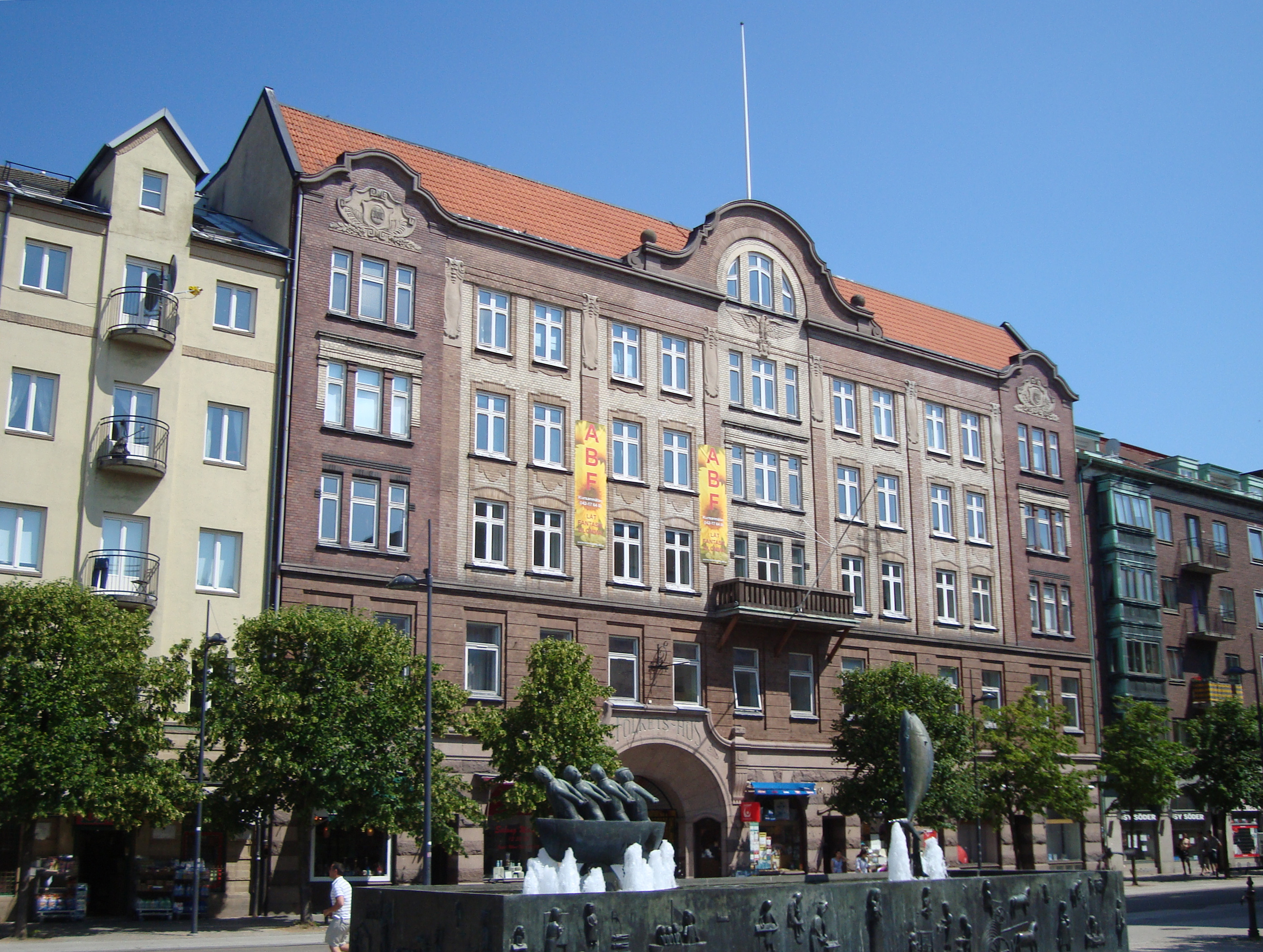
Folkets hus i Helsingborg (1905-06)

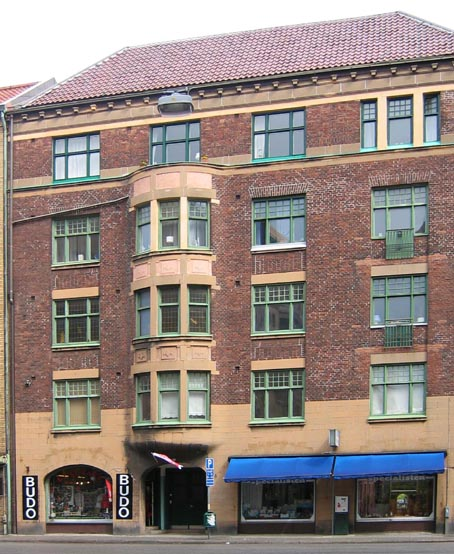
Östra Förstadsgatan 22 i Malmö (1910-11)

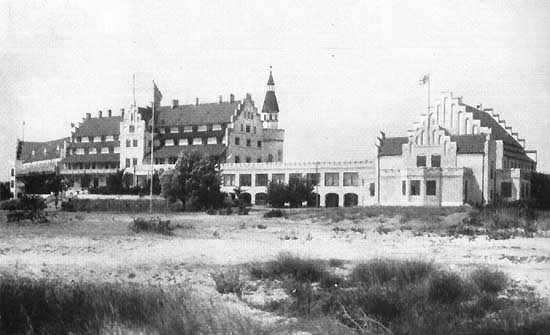
Falsterbohus där Harald Berglin ritade kasinobyggnaden till höger samt hotelldelen som syns i vänsterkanten (1911-12)

Berglin föddes i Kävlinge som son till folkskolläraren Carl Berglin. Under uppväxten bytte fadern sysselsättning flera gånger och var bl.a. gästgivare i Helsingborg samt disponent vid Åbjörn Andersons Mekaniska Verkstad i Svedala från 1891 fram till sin död 1906. Sin grundläggande utbildning fick Berglin vid Tekniska Elementarskolan i Malmö åren 1894-98. Kort efter byggnadsingenjörsexamen anställdes han som ritare hos arkitekten Ola Anderson i Helsingborg. Trots att han inte hade någon högre skolning inom ämnet arkitektur avancerade han snabbt till försteman på kontoret.
Våren 1902 öppnade Berglin eget arkitektkontor och snabbt blev han arkitekten på modet i Helsingborg. Bidragande till det var säkert hans goda kontakter med bl.a. konsuln Nils Persson, nykterhetsrörelsen och arbetarrörelsen. Fram till 1905 var han verksamhet i Helsingborg och hann under denna tid rita ett stort antal byggnader, såväl affärs- och bostadshus som byggnader av mera offentlig karaktär. Verksamheten begränsades inte enbart till Helsingborg utan han fick även uppdrag i hela nordvästra Skåne.
Vid sidan om arkitektverksamheten byggde han också flera hus i egen regi. Det var en verksamhet med större risktagande, vilket säkert var starkt bidragande till att han fick ekonomiska problem. Därför flyttade han från Sverige till Tyskland hösten 1905. Vad han gjorde där är inte känt, men redan i slutet av 1906 var han åter i Sverige och bosatte sig då i Malmö. Där var han verksam som arkitekt fram till 1912 och ritade under denna tid framför allt en stor mängd flerbostadshus. Under de kommande åren var han först bosatt i Lomma, därefter i Värnamo och slutligen en kort tid i Malmö innan han avled där 1925.

## Byggnadsverksamhet
Under åren strax efter sekelskiftet fick han flera egna arkitektuppdrag i Helsingborg, bland annat Folkets hus, Nya Sparbanken på Drottninggatan, hyreshus på Bruksgatan 29 och Kullagatan 6 samt flera villor.
Från 1905 verkade han i Malmö, men hans tid som arkitekt där blev kortvarig. Under den senare delen av sitt liv arbetade han i Värnamo där han bland annat utfört ritningar till en byggnad för Sparbanken och Västra skolan.

## Verkförteckning
Nedan följer en lista över hans mest betydande verk, sorterade efter året för ritningarnas upprättande, med angivande av fastighetsbeteckning, gatuadress, eventuellt namn på byggnaden ifråga, typ av projekt, beställare samt byggnadsår. Om inget annat anges, så är källan bygglovshandlingar i Helsingborgs stadsarkiv respektive Malmö stadsbyggnadskontors bygglovsarkiv.
1902:
- Helsingborg: Magnus Stenbock 8, Kullagatan 6. Nybyggnad av affärs-, samlings- och flerbostadshus åt konsuln Nils Persson. Utförd 1902-03.
- Helsingborg: Neptunus 16, Drottninggatan 28-Norra Strandgatan 29. Nybyggnad av affärs-, kontors- och flerbostadshus åt Fastighets AB Sundet. Utförd 1902-04.
- Helsingborg: Sachsen 23, Carl Krooks gata 63. Nybyggnad av industri- och flerbostadshus åt mejeristen Theodor Bernstone. Utförd 1902-03, rivet.
- Helsingborg: Skeppet 3, Drottninggatan 160, "Villa Wester". Nybyggnad av flerbostadsvilla i egen regi. Utförd 1902-03[1].
- Örkelljunga: Bering 4, Prästgatan 2, "Kyrkskolan". Nybyggnad av skolbyggnad åt Örkelljunga församling. Utförd 1902-03[5].

1903:
- Helsingborg: Barck 11, Nyborgsvägen 15. Nybyggnad av flerbostadshus åt snickaren A. P. Eriksson. Utförd 1903-04, rivet 1977.
- Helsingborg: Danmark 27, Södergatan 43. Nybyggnad av affärs- och flerbostadshus åt handlanden Axel. L. Nilsson. Utförd 1903-04, rivet ca 1968.
- Helsingborg: Filborna 28:1, Filbornavägen 1-Mellersta Stenbocksgatan 2, "Industriutställningens nöjesfält". Nybyggnad av serveringspaviljong, teaterbyggnad m.fl. byggnader åt direktören Carl Hellgren. Utförda 1903. Rivna 1903 respektive 1961.
- Helsingborg: Gamla staden 8:1, Rosenträdgården, "Nykterhetspaviljongen". Nybyggnad av serveringspaviljong. Utförd 1903. Riven 1903.
- Helsingborg: Gamla staden 8:1, Slottshagen, Nybyggnad av utställningspaviljong åt Helsingborgs cinders- och kalkfabriks AB. Utförd 1903. Riven 1903.
- Helsingborg: Kvarteren Höken och Pelikanen, Föreningsgatan-Karl X Gustavs gata-Kompanigatan-Vikingsgatan. Nybyggnad av tolv parbostadshus och ett enkelbostadshus åt Egnahemsföreningen Hälsan u.p.a. Utförda 1903-04.
- Helsingborg: Långvinkeln västra 45, S:t Clemens gata 40. Nybyggnad av flerbostadshus åt folkskolläraren G. A. Petersson. Utförd 1903-04.
- Helsingborg: Sachsen 23, Carl Krooks gata 65. Nybyggnad av flerbostadshus åt mejeristen Theodor Bernstone. Utförd 1903-04, rivet.

1904:
- Helsingborg: Liatorp 11, Randersgatan 7, "Villa Wi". Nybyggnad av enbostadsvilla i egen regi. Utförd 1904.
- Helsingborg: Liatorp 13, Randersgatan 3, "Villa Elmo". Nybyggnad av tvåbostadsvilla i egen regi. Utförd 1904-05.
- Helsingborg: Liatorp 14, Randersgatan 1, "Villa Lisa". Nybyggnad av enbostadsvilla i egen regi. Utförd 1904.

1905:
- Helsingborg: Amerika norra 53, Södergatan 65-67-Hantverkaregatan 30, "Folkets hus". Nybyggnad av affärs-, samlings- och flerbostadshus åt Föreningen Folkets hus u.p.a. Utförd 1905-06, delvis rivet.
- Helsingborg: Ruuth 23, Bruksgatan 29. Nybyggnad av affärs-, kontors-, magasins- och flerbostadshus åt grosshandlaren John Jakobsson. Utförd 1905-06.
- Örkelljunga: "Ljungaskogs skolhem" (idag Behandlingshemmet Ljungaskog). Nybyggnader av skolbyggnad samt samlings- och bostadshus åt Helsingborgs stadsförsamling, Landskrona församling och Lunds stadsförsamling. Utförda 1905-06.

1906:
- Malmö: Böljan 5, Ystadsgatan 22a, 22b. Nybyggnad av affärs-, samlings-, verkstads- och flerbostadshus åt byggmästaren Olof Landgren. Utförd 1907.
- Malmö: Uret 4, Falkenbergsgatan 1-Kristianstadsgatan 27. Nybyggnad av flerbostadshus åt byggmästaren Per Ekberg. Utförd 1907-08.

1907:
- Malmö: Jagten 1, Ängelholmsgatan 12-Simrishamnsgatan 1. Nybyggnad av affärs- och flerbostadshus åt byggmästaren Olof Dunér. Utförd 1907.
- Malmö: Jagten 10, Ystadsgatan 2-Ängelholmsgatan 14. Nybyggnad av affärs- och flerbostadshus åt byggmästaren Anders Welinder. Utförd 1907.
- Malmö: Yrket 2, Ystadsgatan 25-Falkenbergsgatan 9. Nybyggnad av affärs- och flerbostadshus åt byggmästaren Axel Lindstedt. Utförd 1907-08.

1908:
- Limhamn: Tonfisken 3, Linnégatan 17, "Limhamns kommunalhus" (nu Limhamns församlingshus). Nybyggnad av administrations- och samlingsbyggnad åt Limhamns köping. Utförd 1908.

1909:
- Malmö: Klostret 2, Rönneholmsvägen 6a, 6b. Nybyggnad av affärs- och flerbostadshus åt byggmästaren Anders Welinder. Utförd 1910.
- Malmö: Klostret 3, Rönneholmsvägen 4. Nybyggnad av affärs- och flerbostadshus åt handlanden August Möller. Utförd 1910-11.

1910:
- Malmö: Jerusalem 55, Jerusalemsgatan 1-Stora Kvarngatan 49a, 49b, 49c. Nybyggnad av flerbostadshus åt F. Svärd. Utförd ca 1910-11, rivet 1970-tal.
- Malmö: Lars 5, Bredgatan 2-Östra Förstadsgatan 22. Nybyggnad av affärs- och flerbostadshus åt byggmästaren Lars G. Lindén. Utförd 1910-11.

1911:
- Falsterbo: Falsterbohusvägen 6, "Falsterbohus". Tillbyggnad av hotell- och restaurangbyggnad åt Hvellinge-Skanör-Falsterbo Järnvägs AB. Utförd ca 1911-12.
- Malmö: Axel 22+23+24, Skansgatan 4+6+8. Nybyggnader av affärs- och flerbostadshus åt byggmästarna Olof Dunér och Anders Welinder. Utförda 1911-12. Rivna 1980-tal.
- Malmö: Beckasinen 6, Friisgatan 22a, 22b. Nybyggnad av affärs- och flerbostadshus åt Fastighets AB Botvid. Utförd 1912, rivet.
- Malmö: Väveriet 17, Generalsgatan 10, 12-Stora Nygatan 67. Nybyggnad av enbostadsvilla åt H. J. Ekberg. Utförd 1911-12.
- Ängelholm: Påfågeln, Storgatan 46-Rönnegatan 2. Nybyggnad av affärs- och flerbostadshus åt Engelholms lantmannabank. Utförd 1911-12.

1912:
- Malmö: Paula 6, Andréegatan 15-Föreningsgatan 63. Nybyggnad av affärs- och flerbostadshus åt byggmästarfirman Clementsson & Lindén. Utförd 1913.
- Malmö: Sigge 6, Malmgatan 2-Exercisgatan 14, 16-Skansgatan 1, "Skansborg". Nybyggnad av affärs- och flerbostadshus åt byggmästarna Olof Dunér och Anders Welinder. Utförd 1912-13, rivet 1980-tal.
- Malmö: Utanverket 3+4, Österportsg 4+6. Nybyggnader av affärs- och flerbostadshus åt direktören Nils Winquist. Utförda 1913-14.

Ca 1914:
- Lomma: Lomma 35:101, Allégatan 13. Nybyggnad av tvåbostadsvilla i egen regi. Utförd ca 1914.

1917:
- Ängelholm: Vakteln, Järnvägsgatan. Nybyggnad av affärs- och flerbostadshus. Utförd ca 1917.

1921:
- Värnamo: Snipen 13, Storgatsbacken 24, "Värnamo sparbank". Nybyggnad av affärs-, kontors- och flerbostadshus åt Värnamo sparbank. Utförd 1921-23[6].

Ca 1922:
- Värnamo: Bautastenen 1, Boagatan 2, "Västra skolan". Nybyggnad av skolbyggnad åt Värnamo stad. Utförd ca 1922-24[7].